# 中国法官协会
中国法官协会是中华人民共和国法官组成的社会团体，1994年5月在北京市成立。首任会长为中共中央书记处书记、中央政法委员会书记、最高人民法院院长任建新。

## 历任领导
- 任建新
- 肖扬
- 王胜俊
- 周强
- 张军